# Megapomponia imperatoria
Espèce
La cigale Megapomponia imperatoria est une espèce d'insecte de l'ordre des hémiptères, de la famille des Cicadidae, de la sous-famille des Cicadinae et du genre Megapomponia.

## Répartition
La cigale Megapomponia imperatoria se rencontre en Malaisie.

## Description

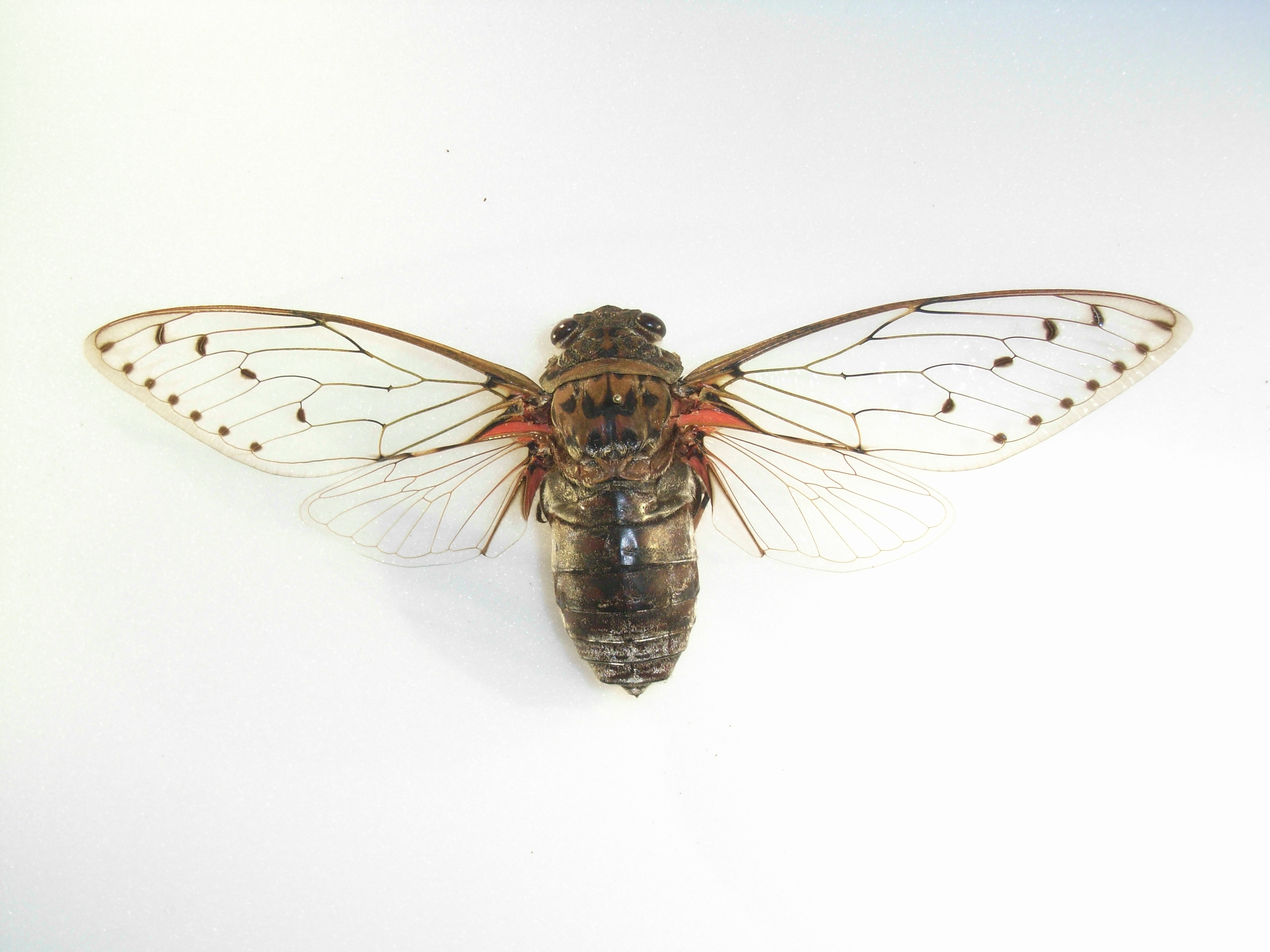
Megapomponia imperatoria

Megapomponia imperatoria possède un corps de plus de 70 mm et présente une envergure ailes déployées de plus de 200 mm
Le dessous du corps est brun ocre voire châtaigne.
La tête présente à l'avant une tache centrale longitudinale noire, une tache transversale noire derrière les yeux et une tache noire aux angles antérieurs du vertex. Le pronotum présente deux bandes linéaire centrales longitudinales noires qui ne s'étendent pas au-delà de son centre et un point noir au centre du bord postérieur. Le bord postérieur est verdâtre avec deux points noirs de chaque côté. Le mesonotum présente deux points centraux noirs de forme obconique à la jonction desquels une bande noire longitudinale s'étend jusqu'au bord postérieur, une série transverse de quatre points noirs à sa base, un point noir sur chaque zone discale latérale et parfois de petits points noirs sur le bord antérieur. L'abdomen présente des bords postérieurs de segments abdominaux finement marqués de noir. 
Les pattes sont brun ocre avec des stries noires transverses. Les tibias des pattes antérieures sont noirs. Les tibias des pattes intermédiaires sont noirs de la base au tiers apical. Les tarses des pattes antérieures et intermédiaires sont noirs. L'apex du rostre est noir.

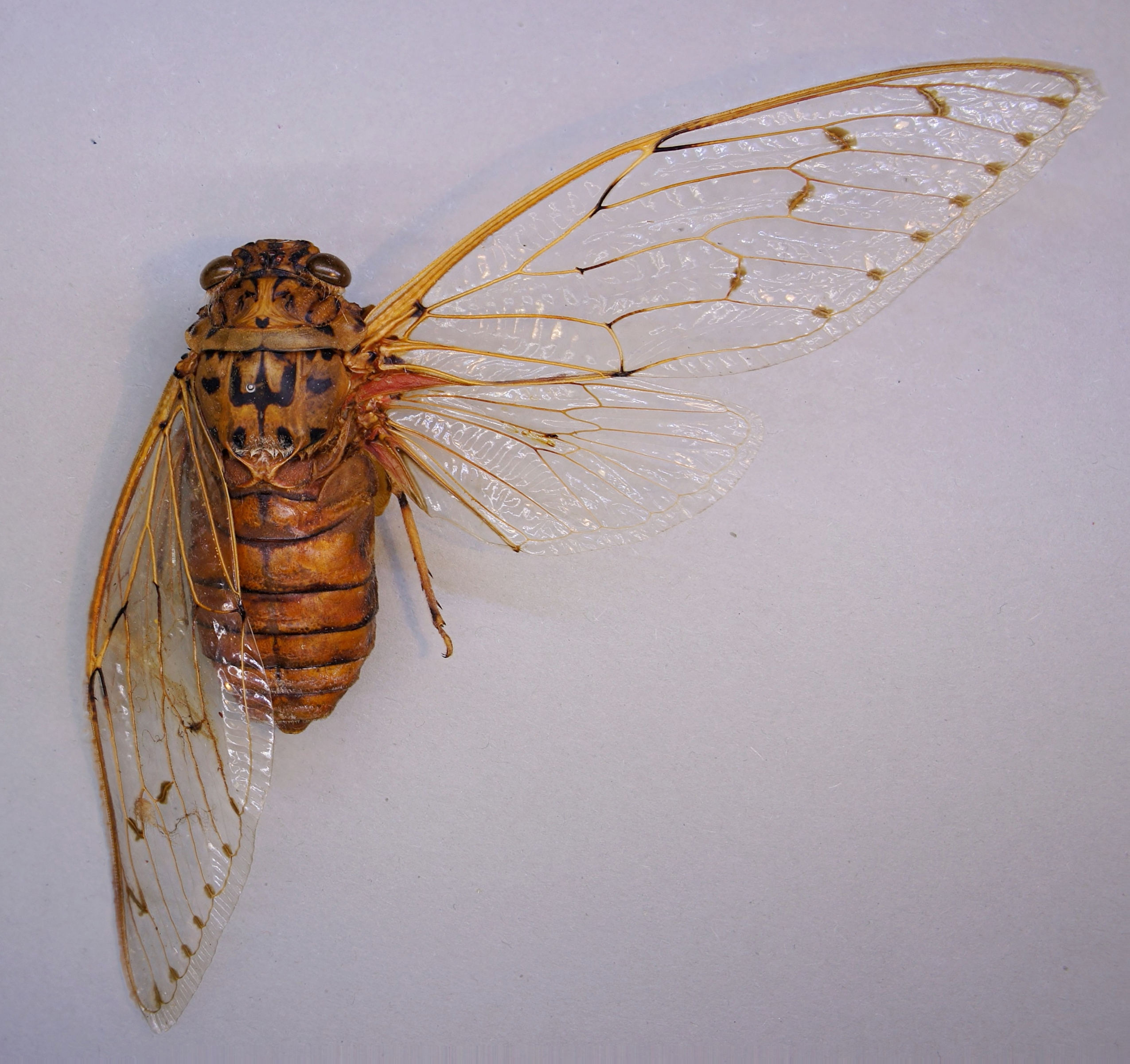
Megapomponia imperatoria

Les élytres et les ailes sont pâles et hyalines avec les nervures ocres. La membrane costale et la cellule basale des élytres sont brunâtre ou ocre. La zone clavale est ocre ou sanguine. Les veines transversales à la base des deuxième, troisième, cinquième et septième zones apicales sont sombres et une série de points marginaux sont présents aux sommets des veines longitudinales. Les ailes ont la base de la région clavale ocre ou rougeâtre.

## Systématique
L'espèce a été décrite par le zoologiste britannique John Obadiah Westwood en 1842 sous le protonyme Cicada imperatoria et transférée dans le genre Megapomponia par l'entomologiste français Michel Boulard en 2005.

### Synonymie
- Cicada imperatoria Westwood, 1842 (protonyme)[4]
- Dundubia imperatoria Walker, F., 1850
- Pomponia imperatoria Stål, 1866
- Pomponia impteratoria Hayashi, 1993

### Espèce similaire
Megapomponia imperatoria est similaire à Megapomponia merula dont elle se distingue par un opercule qui n'est pas noir, plus grand et moins transverse et par la présence de marques sur le bord postérieur du pronotum.